# Randale (Band)
Randale ist eine deutsche Rockband aus Bielefeld in Nordrhein-Westfalen. Sie macht Rockmusik mit deutschen Texten, die Kinder und Erwachsene ansprechen soll.
Randale wurde 2004 von Jochen Vahle mit Hilfe von Tom Kummerfeldt ins Leben gerufen – beide von der Künstleragentur NewTone. Die Band besteht aus Jochen Vahle (Gesang), Christian Keller (Bass), Garrelt Riepelmeier (Schlagzeug) und Marc Jürgen (Gitarre). Bis 2010 hat die Band mehr als 25.000 Tonträger verkauft.

## Diskografie
Alle Tonträger sind bei NewTone erschienen.

### Alben
- 2004 Tierparklieder aus Olderdissen
- 2005 Kinderparty am Wackelpeter
- 2006 Randale unterm Weihnachtsbaum
- 2008 Der Hardrockhase Harald
- 2010 Hasentotenkopfpiraten
- 2011 Randale im Tierpark
- 2012 Randale am Strand
- 2012 Punkpanda Peter
- 2014 Randale – Rock´n´Roll, Lieder für Lohmann
- 2017 Randale im Krankenhaus
- 2017 Dornröschen
- 2018 Der Reggaebär
- 2021 Never Mind the Blockflöte, Here's the Randale (Anspielung auf Never Mind the Bollocks, Here’s the Sex Pistols)
- 2022 Sandkastenrocker
- 2023 Kinderkrachkiste
- 2023 Randale unterm Weihnachtsbaum Zweipunktnull
- 2024 Feuerkäfer

### Singles und EPs
- 2006 Kinderfankurve/Die Hymne der Arminis
- 2006 Radio
- 2006 Kindercamp (Ein Sommer ohne Langeweile)
- 2010 Tatü Tata – Drei Feuerwehrlieder
- 2015 M-I-L-C-H